# 2022年杜拜世界盃
2022年杜拜世界盃（英語：2022 Dubai World Cup）是一項於2022年3月26日，在杜拜美丹馬場舉行的馬匹賽事，亦為該項賽事的第26屆賽事。賽事總獎金為1200萬美元，當中頭馬獎金為720萬美元。
是次賽事由「一出成名」勝出，該駒由巴富達訓練，並由戴圖理策騎。

## 賽事

### 參賽馬匹
是次賽事共有11匹宣佈出賽馬匹，當中包括育馬者盃泥地一哩大賽暨飛馬世界盃盟主「暢快活」。其他值得注意的參賽馬亦包括路易斯安那打吡暨賓夕法尼亞打吡盟主「強版查理」，以及於2022年沙特盃分別跑入第二、三名的「一出成名」和「醇午夜」。
是次賽事最終只有10駒角逐，皆因「親切店長」被視為無出賽馬匹。

### 賽果
| 名次 | 與前駒距離 | 馬匹     | 騎師     | 練馬師     | 獎金（美元） |
| 1    |            | 一出成名 | 戴圖理   | 巴富達     | $7,200,000   |
| 2    | 1¾馬位     | 強版查理 | 柏列特   | 奧利       | $2,400,000   |
| 3    | ½馬位      | 中和魔匠 | 川田將雅 | 大久保龍志 | $1,200,000   |
| 4    | 短馬頭位   | 暢快活   | 奧天信   | 柏多迪     | $600,000     |
| 5    | 1¼馬位     | 醇午夜   | 奧天誠   | 艾蒙信     | $360,000     |
| 6    | 1¼馬位     | 悔前非   | 奧斯雅   | 司馬邦     | $240,000     |
| 7    | 8¼馬位     | 假想     | 巴米高   | 格德亞     |              |
| 8    | 馬鼻位     | 天威列車 | 利爾     | 冼卓艾     |              |
| 9    | 8馬位      | 實實在在 | 蘇銘倫   | 蘇萊       |              |
| 10   | 9¼馬位     | 賽車城   | 布宜學   | 費伯華     |              |

參考資料：

## 外部連結
- Dubai Racing Club （页面存档备份，存于）
- Emirates Racing Authority （页面存档备份，存于）